# Ryōsuke Amō
Ryōsuke Amō (japanisch 天羽 良輔 Amō Ryōsuke; * 19. September 1983 in der Präfektur Tokushima) ist ein ehemaliger japanischer Fußballspieler.

## Karriere
Amō erlernte das Fußballspielen in der Universitätsmannschaft der Chūō-Universität. Seinen ersten Vertrag unterschrieb er 2006 bei Tokushima Vortis. Der Verein spielte in der zweithöchsten Liga des Landes, der J2 League. Für den Verein absolvierte er 22 Ligaspiele. Danach spielte er bei Sony Sendai FC, Kamatamare Sanuki und dem FC Osaka.